# Austreberta
Austreberta de Pavilly (Austrebertha o Eustreberta) (del francés: Austreberthe) (630-704) es una santa de la Iglesia católica y la Iglesia ortodoxa. Hija de los principales cortesanos del rey Dagoberto I, el Conde Palatino Badefrido y de Santa Framechidis, huyó a los doce años después de que su padre le comunicara que tenía proyectado su matrimonio y se refugió en un convento. Su abad Saint Omer de Abbeville le dio asilo y le prometió imponerle el velo. Sin embargo, al saber quién era ella y pensando en lo preocupados que estarían sus padres por su ausencia, la persuadió para que regresara. Finalmente, sus padres acccedieron a que la joven entrara al convento de Abbeville. Por petición de Audeno, Poco después se trasladsaría a Pavilly para ocupar el cargo de abadesa. Aquí impuso unas estrictas reglas ante un panorama de indisciplina. Las monjas acudieron a protestar ante Audeno, y acusaron a la santa de varias ofensas graves. El fundador injurió a la superiora y llegó a amenazarla con su espada, pero Austreberta no se inmutó y se inclinó la cabeza esperando el golpe mortal. Este acto impresionó a Audeno que la dejó que gobernara a sus monjas del modo que creyera conveniente.La ciudad Sainte-Austreberthe tiene su nombre en veneración a ella. 

## La leyenda: Austreberta y el lobo

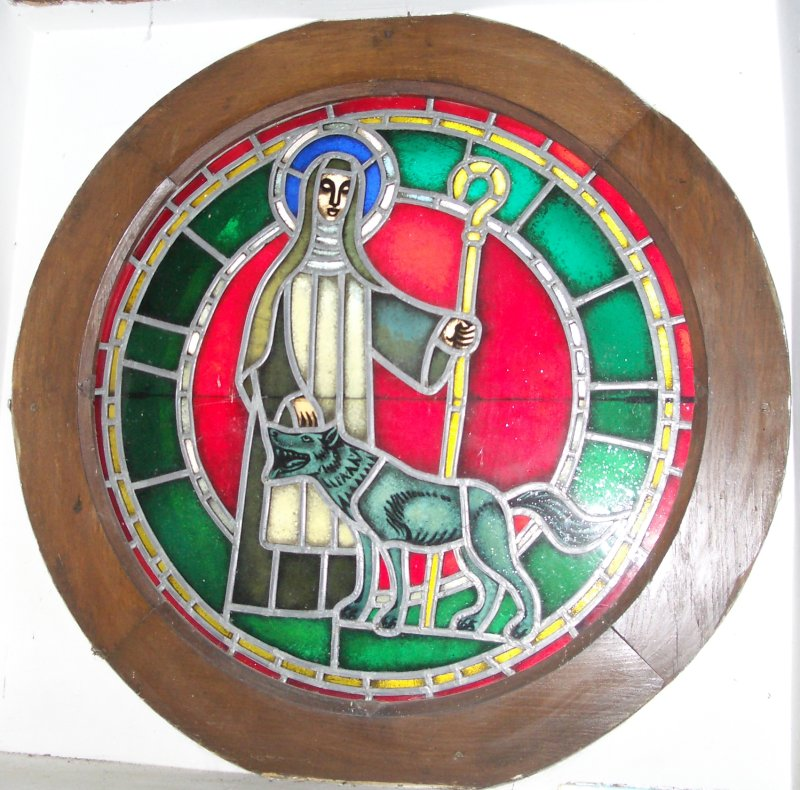
Vidriera de Austreberta y el lobo

Según la tradición, cuenta que Austreberta salió a buscar a un burro desaparecido que trabajaba para los monjes del monasterio llevando la colada. Siguió un rastro de sangre hasta llegar a un lobo. Éste admitió haber matado al burro. La santa le perdonó pero le mandó a ser él mismo el que llevara la colada. El lobo hizo esta tarea el resto de su vida.